# Rociana del Condado
Rociana del Condado è un comune spagnolo di 7 317 abitanti situato nella comunità autonoma dell'Andalusia.